# Prinny
I Prinny (プリニー?, Purinī, Plini) sono creature immaginarie ideate da Nippon Ichi. Introdotte nel videogioco Disgaea: Hour of Darkness, sono considerate la mascotte della serie Disgaea, comparendo in numerosi videogiochi dell'azienda giapponese tra cui Phantom Brave e Makai Kingdom: Chronicles of the Sacred Tome. Un esemplare di Prinny è inoltre protagonista di Prinny: Sarò davvero io l'eroe? e del suo seguito Prinny 2: Dawn of Operation Panties, Dood!.
Creati da Takehito Harada, i Prinny sono una razza di pinguini esplosivi con trampoli al posto delle zampe e dotati di ali da pipistrello. Ad eccezione di casi come Sorellona Prinny, le creature sono generalmente di colore blu e ripetono spesso il verso "dood".
I Prinny sono reincarnazioni di esseri umani assoggettati al potere di un demone. Nel primo videogioco dedicato alle creature, Etna di Netherworld, padrona dei Prinny, fornisce loro una sciarpa magica rossa in grado di prevenire le esplosioni.